# St. Jakobus (Berg)

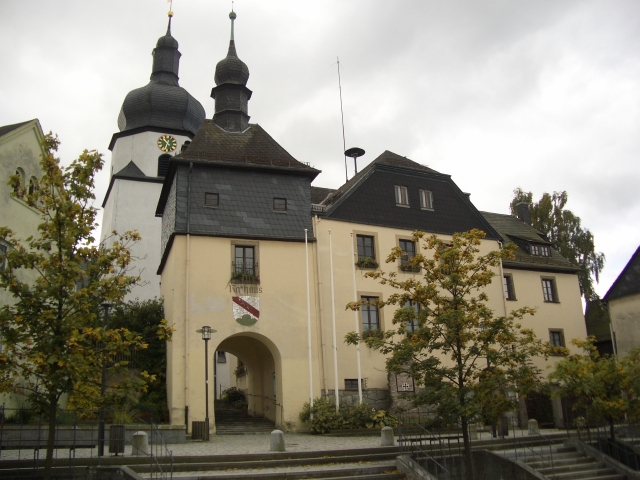
Rathaus und Jakobuskirche

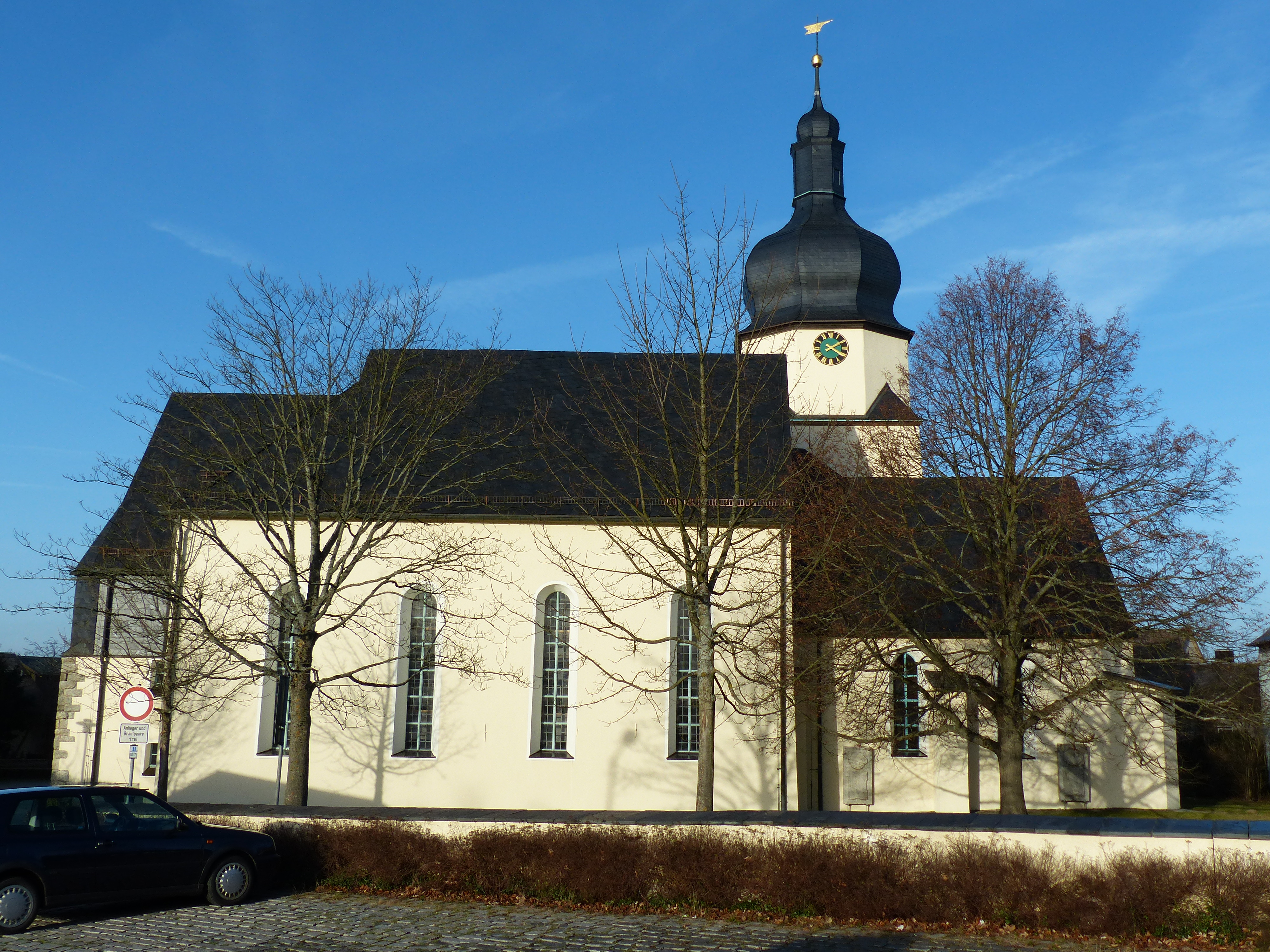
Rückseite der Kirche

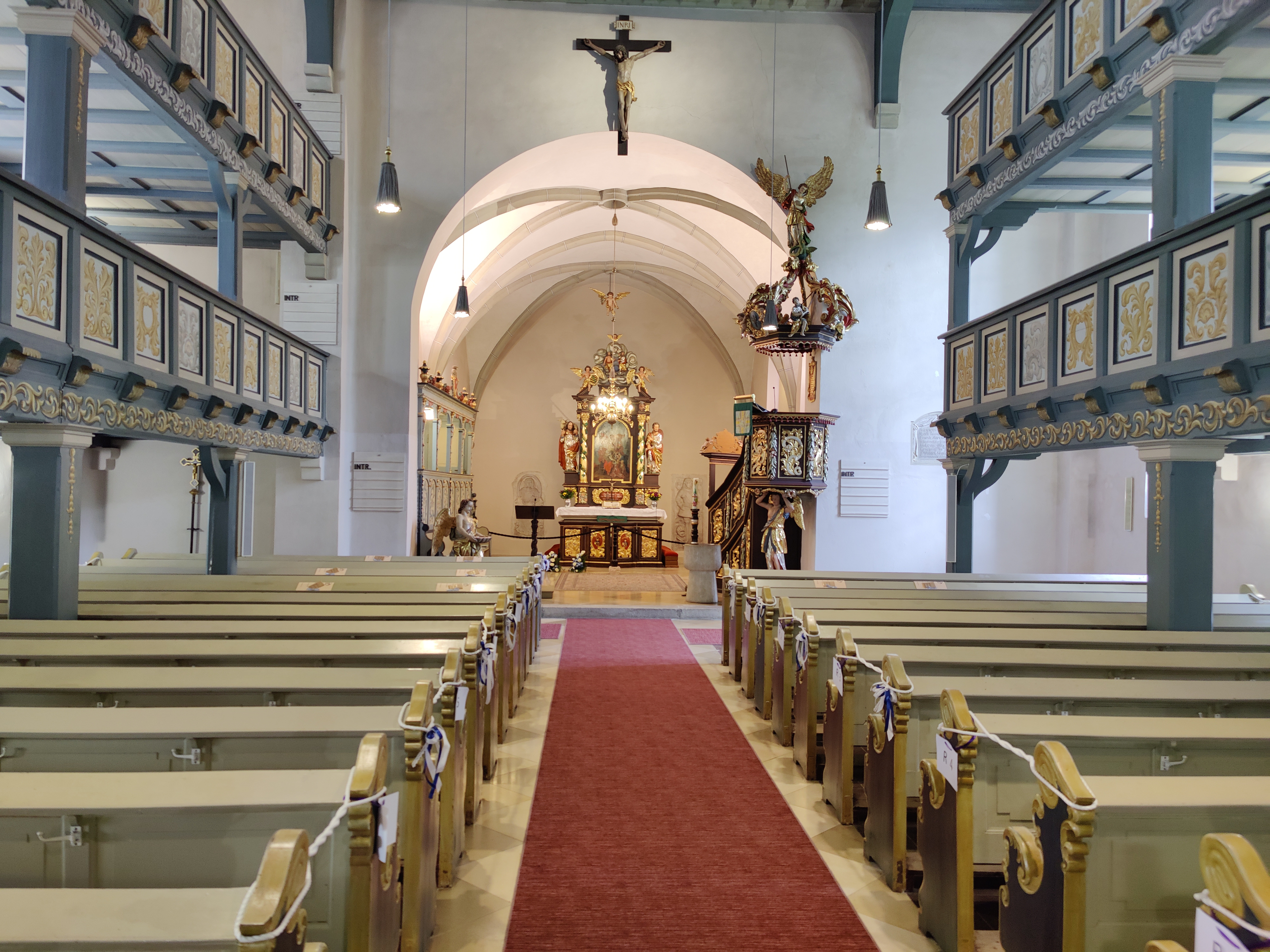
Innenansicht, Blick nach Osten

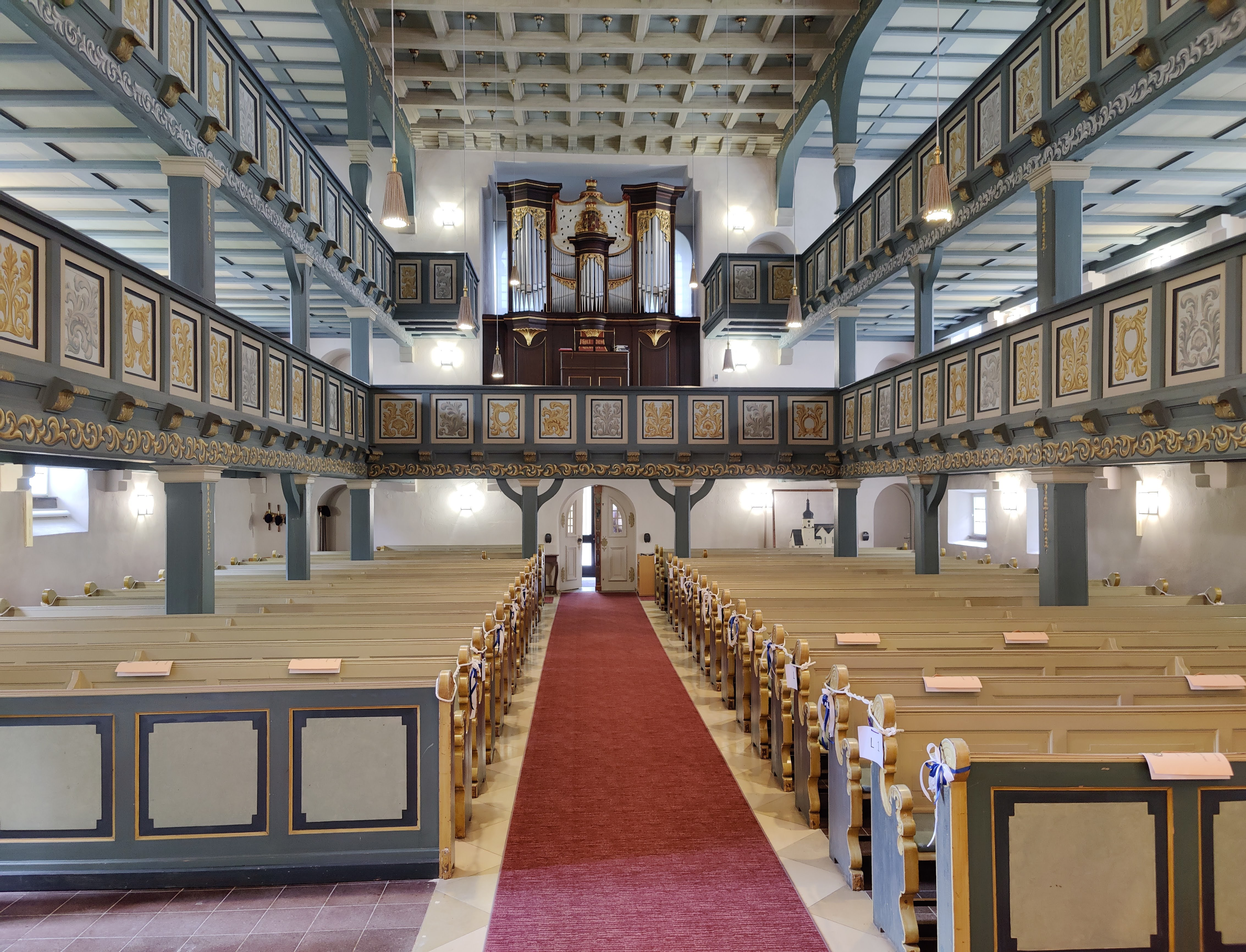
Innenansicht, Blick nach Westen

Die St.-Jakobus-Kirche Berg ist eine evangelisch-lutherische Pfarrkirche im oberfränkischen Berg. Die Kirche dient der evangelisch-lutherischen Kirchengemeinde Berg als Gemeindekirche. Die Gemeinde gehört zum Dekanat Hof der Evangelisch-Lutherischen Kirche in Bayern.
An zentraler Stelle im Ort gelegen bildet die Kirche zusammen mit Gemeindehaus, Pfarrhaus, Kindertagesstätte etc. sowie mit Rathaus, Torturm und weiteren baulichen Bestandteilen ein umfangreiches Bauensemble, wie ein Dorf im Dorf.

## Jakobuskirche
Die Kirche selbst bietet von außen ein heterogenes Bild. Man sieht deutlich, dass das Bauwerk durch Erweiterungen, Anbauten und Veränderungen über die Jahrhunderte sukzessive gewachsen ist. Von Norden (Dorfmitte) wirkt das Gebäude eher burghaft-trutzig, von Süden (Friedhofseite) eher wie eine typische Markgrafenkirche.

### Geschichte
Es ist urkundlich nachgewiesen, dass die im Jahr 1007 vom Bischof von Bamberg gegründete Wallfahrtskirche Arals, zwischen Blankenberg und Lobenstein gelegen, zusammen mit sechs weiteren Filialkapellen zum Ministraliensitz Berg gehörte. In dieser über 100 Quadratkilometer umfassenden Pfarrei taten sieben Kapläne ihren Dienst, weit über die Saale hinaus. 1166 wurde die Sparnberger Jakobuskirche gegründet und 1320 erstmals erwähnt. Sie ist die Mutterpfarrei des Umlandes. Teile der Kirchhofummauerung sind erhalten geblieben.
Eine erste Kapelle befand sich im Bereich der heutigen Sakristei. Südlich davon wurde im 14. Jahrhundert der Chorraum errichtet. Das Langhaus entstand noch vor der Einführung der Reformation 1528. Bis 1694 wurde der Turm fertiggestellt. Die Kirche wurde mehrmals vergrößert, so 1707  das Kirchenschiff nach Süden und 1908/1909 nach Norden.

### Ausstattung
Der Hofer Bildhauer Johann Nikolaus Knoll fertigte 1694 das Vortragskreuz und 1714/1715 den Altar, der Sohn Wolfgang Adam Knoll 1736 das Orgelgehäuse, 1742 die Kanzel und 1743 den Taufengel.
An der Außenseite der Kirche befinden sich Epitaphien derer von Reitzenstein. Die Ritter sind teilweise figürlich dargestellt, die Wappen beziehen sich auf die von Dobeneck, Zedtwitz und Feilitzsch.

### Orgel

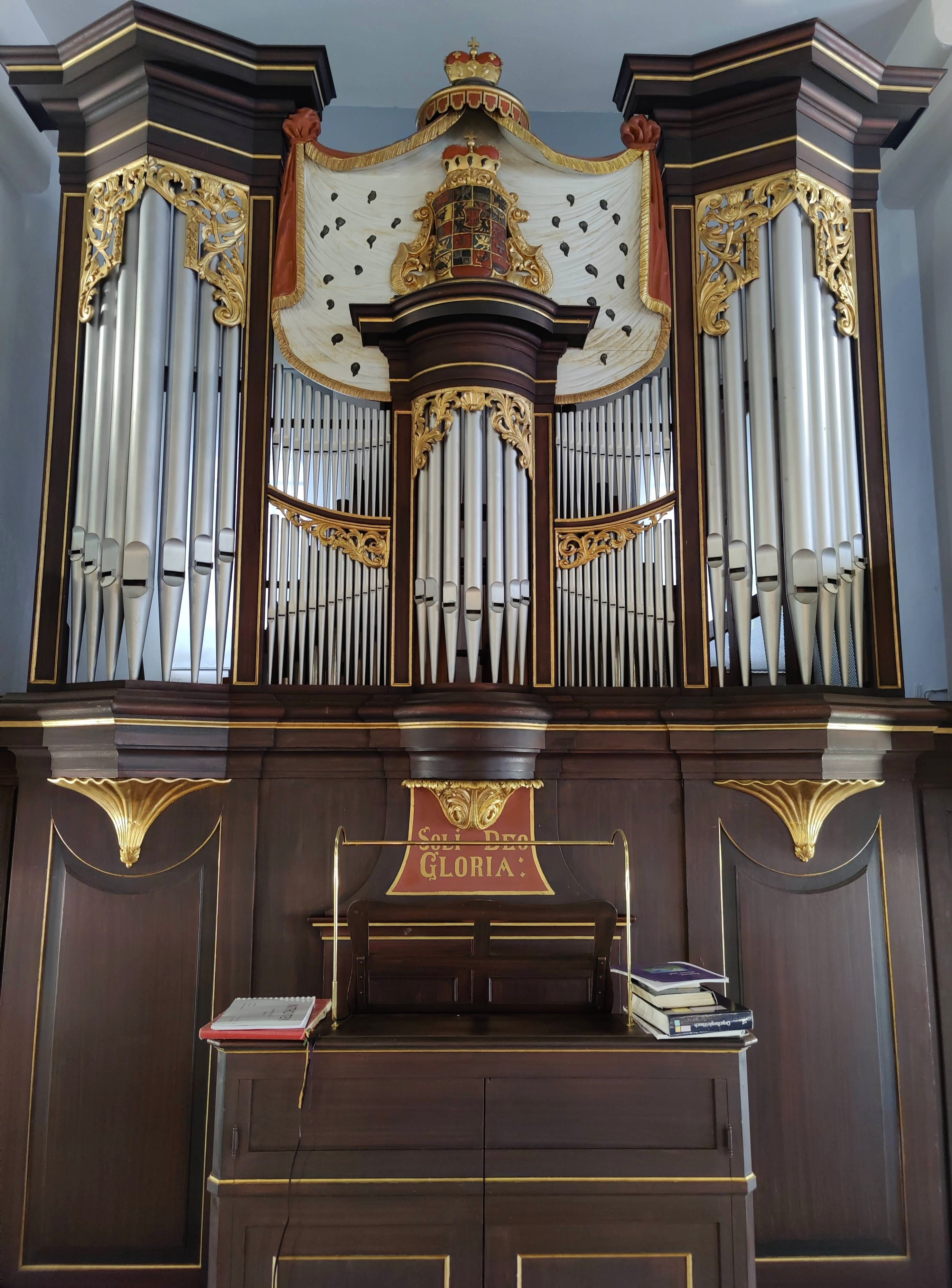
Historisches Orgelgehäuse

Von der barocken Orgel, die Johann Jacob Graichen und Johann Nikolaus Ritter 1744 bauten, ist nur noch das Gehäuse erhalten. Das Innenwerk wurde 1910 durch die Firma G. F. Steinmeyer & Co. ersetzt. 1954 erfolgte ein Umbau durch Eusebius Dietmann, der eine Umdisponierung vornahm. Die Orgel hat pneumatische Kegelladen und verfügt über 17 Registern auf zwei Manualen und Pedal. Die Disposition lautet wie folgt:
| I Manual C–g3 |       |
| Prinzipal     | 8′    |
| Flöte         | 8′    |
| Dolze         | 8′    |
| Oktave        | 4′    |
| Rohrflöte     | 4′    |
| Oktave        | 2'    |
| Mixtur        | 1 ⁄3′ |

| II Manual C–g3   |                |
| Lieblich Gedeckt | 8′             |
| Ital. Prinzipal  | 4′             |
| Salizet          | 4′             |
| Waldflöte        | 2′             |
| Sesquialtera     | 2 ⁄3' + 1 3⁄5' |
| Zymbel           | 1'             |

| Pedal C–f1 |     |
| Subbass    | 16′ |
| Violon     | 16′ |
| Octavbass  | 8′  |
| Choralbass | 4'  |

Koppeln: II/I, II/I Super, II/I Sub, I/P, II/P

### Glocken
Seit 1988 läuten in St. Jakobus vier Glocken:
| Name           | Gussjahr | Gießer                                | Durchmesser (mm) | Masse (kg) | Schlagton | Inschrift (ggf. übersetzt) |
| -------------- | -------- | ------------------------------------- | ---------------- | ---------- | --------- | --- |
| Marienglocke   | 1515     | Marcus Rosenberger, Schleiz           | 1.181            | ca. 1.120  | g′ –7     | Maria heiße ich, Festtage feiere ich, schädliche Luft vertreibe ich und beklage die Verstorbenen. Von Marcus Rosenberger bin ich gegossen. Im Jahre des Herrn 1515. |
| Christusglocke | 1988     | Karlsruher Glocken- und Kunstgießerei | 1.144            | ca. 850    | f′ –6     | Jesus Christus gestern und heute und derselbe auch in Ewigkeit. Hebr. EVANG.-LUTH. KIRCHENGEMEINDE BERG, OBERFR. 1988.                                              |
| Friedensglocke | 1536     | Marcus Rosenberger, Schleiz           | 884              | ca. 425    | b′ –2     | O Jesu, König der Herrlichkeit, komm mit Frieden. Das Wort Gottes bleibt in Ewigkeit. Im Jahre des Herrn 1536.                                                      |
| Betglocke      | 1515     | Marcus Rosenberger, Schleiz           | 670              | ca. 150    | d″ –5     | O heiliger Patron Sankt Jakob, bitt Gott für mein Volk, wenn man mich läuten lässt. Im Jahre des Herrn 1515.                                                        |

## Geschichte der Bauensembles
Einige Daten der letzten hundert Jahre:
- 1937: Einweihung des Luthersaals
- 1948: Eröffnung des neuen Friedhof
- 1973 Eröffnung des Kindergartens Berg, erweitert 1991
- 1994: Umbau der Jugendscheune zum Cafe Royal
- 2010: Außenrenovierung der Kirche und Renovierung des Kirchturms

## Geschichte der Kirchengemeinde
Einige Daten aus dem Gemeindeleben der letzten hundert Jahre:
- 1888 hatte die Kirchengemeinde Berg, die damals auch Kemlas umfasste, 2843 Gemeindeglieder, heute sind es ca. 1800.
- 1935 entstand der Posaunenchor.
- Im gleichen Jahr wurde ein Diakonievereins gegründet. Von 1936 bis 1966 verrichteten nacheinander drei Diakonissen den Dienst.
- 1936 erreichten die Auseinandersetzungen zwischen Kirche und NSDAP ihren Höhepunkt.
- Seit 1968 versah der Pfarrer von Joditz die zweite Pfarrstelle.
- Ende der 1970er-Jahre Einrichtung einer halben Gemeindereferentenstelle, seit 1988 durch Spenden und Kirchgeld erweitert zu einer ganzen Stelle.
- Als im November 1989 die innerdeutsche Grenze geöffnet wurde, wurden Kirche und Luthersaal als Übernachtungsmöglichkeit zur Verfügung gestellt.

## Hauptamtliche der Kirchengemeinde

### Pfarrer der Kirchengemeinde Berg von 1346 bis Ende des 18. Jahrhunderts
- 1346: Eberhardus de monte miles (Ritter de Monte)
- 1349: Ottone et janone, fratribus de monte
- 1358: N. N. Albrecht
- 1358: N. N. Otto von dem Berg
- ??? Wenzel Summer
- ??? Johann Caspar von Rusenbach
- ??? Johann Nelter, auch Nester
- ??? Johann Teiles, auch Teyg
- 1479: Johann von Reitzenstein Weyland
- 1528 wurde der Sprengel evangelisch mit Pfarrer Solbert
- 1529–1543: Lauer
- 1543: Dietrich Solbert
- bis 1560: Pankratz Pletzlein
- bis 1569: Johannes Jenner
- bis 1576: Moses Pöhlmann
- bis 1577: Johann Strobel
- bis 1582: Andreas Schaller
- bis 1606: Matthäus Hofmann
- bis 1628: Michael Helmbrecht
- bis 1632: Johann Wolfgang Roedel
- bis 1644: Conrad Lauer
- bis 1680: Nikolaus Hugo (Unterstützung durch Pfarrer Pründel)
- bis 1681: Ambrosius Seidel
- bis 1690: Petrus Gebhard
- bis 1695: Nicolaus Martin
- bis 1713: Johann Biedermann
- bis 1719: Johann Joseph Seyler
- 1740: Nikolaus Johann Rödel
- bis 1741: Carl Christian Gebhard (Sohn von Petrus Gebhard)
- bis 1760: David Opel
- bis 1762: Johann Georg Schlupper
- bis 1765: Johann Nicolaus Clarner
- 1790: Brückner

### Zweite Pfarrstelle seit Ende des 18. Jahrhunderts
| 1. Pfarrstelle                   | 2. Pfarrstelle                                                                                 |
| 1796–1827: Scherber              | bis 1810: Johann C. G. Gebhard                                                                 |
| ???–1837: Johann H. Scherber     | 1810–1841: ???                                                                                 |
| 1837–1842: Karl L. Schlemmer     | 1841–1865: Luther                                                                              |
| 1845–1859: Ernst W. Friedlein    | 1867–1872: unbesetzt                                                                           |
| 1859–1863: ???                   | 1872 übernahm Johann H. Brandner auch die 2. Pfarrstelle                                       |
| 1863: Johann H. Brandner         | 1897–1903: Johannes Thüroff                                                                    |
| 1883–1888: Johann L. Schuster    | 1904–1913: Heinrich Diez                                                                       |
| 1888–1912: Martin M. Haeffner    | 1914–1931: Johannes Hacker                                                                     |
| 1912–1915: Heinrich C. Scherzer  | 1932–1935: Rudolf K. F. Markert                                                                |
| 1916–1934: Friedrich E. W. Rohn  | 1935–1940: Hans Schmidt                                                                        |
| 1935–1948: Rudolf K. F. Markert  | 1940–1943: unbesetzt                                                                           |
| 1948–1952: Gerhard Walter        | 1943–1944: Leonhard Flierl                                                                     |
| 1952–1956: Helmut Wenz           | 1945–1946: Hoffmann                                                                            |
| 1957–1966: Willi Schmidt         | 1947–1950: Werner Sondermann                                                                   |
| 1967–1974: Wilhelm Grillenberger | 1950–1952: Helmut Wenz                                                                         |
| 1974–1980: Joachim Cochlovius    | 1952–1968: Leonhard Stark                                                                      |
| 1980–1991: Wilhelm Merk          | 1968–1973: Georg Witzke                                                                        |
| 1991–2001: Wilhelm Bammessel     | Die 2. Pfarrstelle wurde mit der Kirchengemeinde Joditz kombiniert (50 % Berg und 50 % Joditz) |
| 2002–2015: Gerald Zimmermann     | 1973–2000: Manfred Siegling                                                                    |
| 2017: Harald W. Losch            | 2001–2003: Carsten Fürstenberg und Alexandra Fürstenberg                                       |
|                                  | Die 2. Pfarrstelle wurde für Berg gestrichen.                                                  |

### Gemeindereferenten und Diakone
- Gemeindereferent Werner Schlittenhardt
- 1988 Gemeindereferentin Birgit Kenner
- 1988–1993: Gemeindereferent Bernd Fleißner
- 1993–1995: unbesetzt
- 1995–1999: Gemeindepädagoge Detlev Eigenbrodt
- 1999–2006: Religionspädagoge Albrecht Zoller
- 2006–2006: Gemeindereferent Andreas Heitz
- 2006–2009: Diakon Sebastian Damm
- 2010–2014: Gemeindereferent Matthias Dittmer
- 2014–2018: Diakon Maik Richter
- die Diakonenstelle wird nicht mehr besetzt

## Belege
1. ↑  Infos über die Jakobuskirche, auf der Homepage der Kirchengemeinde
2. ↑  Informationen zur Orgel auf orgbase.nl. Abgerufen am 20. Dezember 2021.
3. ↑  Siehe die Fotos auf Commons.
4. ↑  Berg - D - BY - HO - luth. Jakobuskirche: Einzelläuten & Vollgeläute. Abgerufen am 26. Juli 2021.

Koordinaten: 50° 22′ 26,1″ N, 11° 46′ 46,7″ O